# Superfinal
Der Superfinal wird in gewissen Länder verwendet, um bei der Sportart Unihockey den Meister zu ermitteln.

## Hintergrund
Um die Zuschauerzahlen in den Finalspielen anzukurbeln und für mehr Fans in den Stadien zu sorgen, haben sich zahlreiche nationale Verbände Gedanken gemacht, die Meisterschaft nicht mehr in einer Best-of-Serie, sondern in einem einzigen Finalspiel zu entscheiden. In Schweden wird seit 2001 die Meisterschaft in einem einzigen Entscheidungsspiel herbeigeführt. Dabei werden die Viertel- und Halbfinals weiterhin im Best-of-Serie durchgeführt. Das Finalspiel aber an einem separaten Ort durchgeführt.
Seit der Saison 2014/15 wird auch die Schweizer Meisterschaft in diesem Modus entschieden.

## Charakteristik
An allen Superfinals gemeinsam ist:
- Gewinner ist, wer ein Finalspiel gewinnt
- Endet ein Spiel unentschieden, sorgt die Verlängerung und allenfalls das Penaltyschießen für die Entscheidung

## Vor- und Nachteile eines Superfinals

### Vorteile
- Es entsteht kein Heimvorteil für eine Mannschaft, da der Superfinal an einem neutralen von der Liga festgelegten Ort festgelegt wird.
- Mehr Zuschauer an einem Spiel, was zugleich eine bessere Atmosphäre in der Arena schafft.

### Nachteile
- Es entscheidet nicht die ganze Saison, sondern ein einziges Spiel über Meister und Vizemeister.
- Keine Heimspiele für die Finalteilnehmer: Die Finalteilnehmer haben im Vergleich zu früher keine Mehreinnahmen durch eine Best-of-Serie. Es entfallen somit maximal vier Heimspiele.
- Entscheidung ist stark von der Tagesform abhängig.